# Toro Prieto
Toro Prieto är en ort i Mexiko.   Den ligger i kommunen San Andrés Tuxtla och delstaten Veracruz, i den sydöstra delen av landet, 400 km öster om huvudstaden Mexico City. Toro Prieto ligger 21 meter över havet och antalet invånare är 328.
Terrängen runt Toro Prieto är varierad. Havet är nära Toro Prieto åt nordost. Runt Toro Prieto är det ganska tätbefolkat, med 139 invånare per kvadratkilometer. Närmaste större samhälle är La Nueva Victoria, 6,4 km sydväst om Toro Prieto. Omgivningarna runt Toro Prieto är en mosaik av jordbruksmark och naturlig växtlighet.